# Savignia erythrocephala
Savignia erythrocephala là một loài nhện trong họ Linyphiidae.
Loài này thuộc chi Savignia. Savignia erythrocephala được Eugène Simon miêu tả năm 1908.